# Mauritz Posse (död 1724)
Mauritz Posse (af Säby), född på 1670-talet, död 3 oktober 1724 på Edeby i Ripsa socken, Södermanlands län, var en svensk friherre och militär.
Mauritz Posse var son till Mauritz Nilsson Posse och Maria Gyllenstierna af Lundholm. Han blev student vid Uppsala universitet 1687, erhöll 1694 tillstånd att resa utomlands och gjorde resor i Frankrike, Italien, Nederländerna, England och Tyskland och trädde därefter i utländsk krigstjänst. Efter att ha återkommit till Sverige blev han ryttmästare vid Västgöta tremänningskavalleriregemente 1700, ryttmästare vid Livregementet till häst 1709, generaladjutant 1710, överstelöjtnant vid Upplands tremänningskavalleriregemente 1712 interimsöverstelöjtnant vid Västgöta ståndsdragonregemente samma år och ordinarie överstelöjtnant där 173. Posse blev överstelöjtnant vid Upplands ståndsdragonregemente 1716, sekundöverste där 1719 och var tillförordnad chef för regementet 1719–1721.